# Кад су цветале тикве
Кад су цветале тикве је роман Драгослава Михаиловића, објављен 1968. године. Овај први Михаиловићев роман, од тада објављен у више од двадесет издања, заузима значајно место у српској књижевности и култури последњих деценија XX века. Роман је у време издавања изазвао значајну реакцију социјалистичког режима. Представа која је требало да се одигра по овом роману је забрањена, а сам аутор тврдио је да ју је Јосип Броз Тито лично забранио. Данас се роман Када су цветале тикве обрађује као лектира у средњошколском образовању Републике Србије и преведен је на тринаест језика.
Текст романа је објављен у августовско-септембарском броју Летописа Матице српске 1969. О томе је у децембру разговарао део актива Савеза комуниста у Матици, речено је да је објављивање "неоспоран ... политички пропуст, чак и нешто више, јер проширује простор непријатељског схватања наше борбе против Информбироа и негирања борбе Савеза комуниста за остваривање слободе стваралаштва и изградњу самоуправног друштва".
Југословенско драмско позориште је премијеру представе прво најављивало за почетак јуна 1969, затим за почетак следеће сезоне 29. септембра. Истакнуто је да је Михаиловић, прошлогодишњи добитник Октобарске награде, сам написао драму на основу романа. На крају је приказана 6. октобра 1969. Режисер је био Боро Драшковић, улоге су тумачили Миша Јанкетић, Љубиша Јовановић, Љуба Тадић, Светлана Бојковић, Љиљана Крстић.
Пошто је дошло до неких неповољних "реаговања" у јавности, Основна организација СК у ЈДП држи састанак 15. октобра на коме их одбацује. Радило се у утиску неких посматрача да је неадекватно приказана резолуција Информбироа, такође, комунисти ЈДП "допуштају могућност" да су неке сцене, нарочито сукоб између боксера Љубе и пуковника УДБ Перишића могле изазвати "погрешна тумачења", али одбацује се злонамерно искривљавање догађаја из блиске прошлости и предлаже "округли сто" у ЈДП о представи.
Најважније критичке текстове о овом роману и прози овог аутора у целини потписали су Иван В. Лалић, Петар Џаџић, Милован Данојлић, Милош И. Бандић, Мирослав Егерић, Чедомир Мирковић, Ђорђије Вуковић, Љубиша Јеремић, Владета Јанковић, Владислава Рибникар, Мухарем Первић, Јасмина Лукић, Владета Јеротић, Роберт Ходел, Ана Једлинска и други критичари и тумачи књижевности.
На позив редакције НИН-а и Завода за уџбенике, гласовима десеторице критичара роман је изабран на off-листу десет најбољих романа од оних који су од 1954. до 2004. године незаслужено остали без НИН-ове награде — престижног књижевног признања.

## Опис романа
Критичар Марко Недић карактерише роман Кад су цветале тикве „као врло сложен и у основном садржинском слоју романескне приче и њеног значења, и у третирању главног јунака и његовог карактера, као и у кључним тачкама у мотивацији текста“. У роману је уочљиво неколико важних елемената његове структуре и примењеног наративног поступка који су међусобно повезани. Један од њих односи се на причу романа казује у првом лицу и на посебну улогу коју у причању има језик књижевног јунака, уједно и наратора дела, други на начин на који он доживљава одлазак из Београда и начин на који прикрива жељу да се у њега некад ипак врати, следећи на коришћење наративних средстава да би се прича романа развијала по законитостима добро компоноване прозне целине. Међу најважнијим моментима свакако је наративна перспектива из које се саопштава судбина Љубе Шампиона. У том контексту је веома важно што се главни лик и фиктивни наратор током целе приче обраћа неком свом невидљивом слушаоцу и пасивном саговорнику, који се, ниједном не оглашава властитим исказима.

## Радња романа
Радња романа је смештена у послератну Југославију. Љуба је дете из београдског предграђа, коме су наденули име Врапче. Први пут када је Љуба имао полни однос био је када му је Столе Апаш, локални мангуп, наместио да силује проститутку.
Љуба тренира бокс и постаје шампион у Србији. Тако ће му и остали наденути име „Шампион”. Проблем за Љубу настаје када ОЗНА открива да његов отац и брат слушају радио Москву, што је тада било забрањено. Љуба долази у сукоб са шефом ОЗНЕ и председником клуба, Перишићем. Љуба му на растанку говори, да ће се „помирити они и Рује„...Због тога бива послат у војску, ван Београда.
Пре одласка у војску Љуба је дошао у сукоб око девојке са бившим познаником Столeтом Апашем.
Док је Љуба био у војсци, Столе је силовао Љубину сестру, а она је извршила самоубиство.
Љуба сазнаје за то и кује план да се освети Столету. Он лажира одсуство из војске, подмитивши официра на стражи, и налази Столета у санаторијуму за плућне болести. Столе је тамо завршио после туче са Суљом Пандуром, милиционером са којим је имао нерашчишћених посла.
Љуба налази Столета са девојком ноћу и са њим улази у дуел. На питање зашто је силовао његову сестру, Столе му одговара да би је пустио.
Када га Љуба пита када, Столе одговара „Пошто би је пробушио...„
Следи туча у којој Столе изјављује како је прошло време када су „цветале тикве...„
Љуба на крају задаје Столету свој добро увежбани тајни ударац близу срца, који је вежбао и који може да усмрти човека. Столе остаје да лежи.
Столе је после туче преминуо, и два милиционера долазе код Љубе да га испитају. Он одбацује сумњу јер има алиби. После неког времена долази Столетова мајка, Ружица. Она пита Љубу да ли је он убио Столета. Потом започиње класичну причу родитеља деце-деликвената, како није њен Столе био лош, имао је диван рукопис у школи, ето друштво га искварило. Потом говори Љуби да му жели срећу, да се ожени и има само једно дете, које неће завршити као њен син.
Љубу ово слама, и он бежи у Шведску, Тамо се жени са Ингe, женом која има краћу ногу и једног сина. Љуба тамо тренира људе из Југославије. Говори како му неки људи прилазе са молбом да говори против Југославије и њеног режима, а да их он лако отера. Прижељкује да се у Југославији деси неки рат, како би могао да се врати код брата.